# Siliciummonosulfid

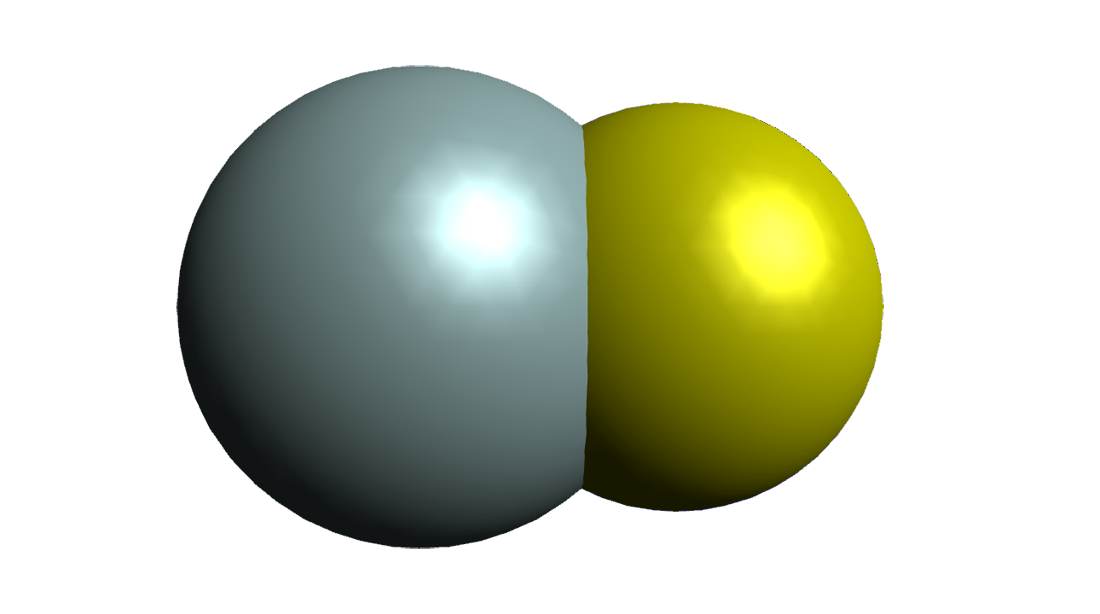
Siliciummonosulfid, 3D-Struktur nach van der Waals

Siliciummonosulfid ist eine anorganische chemische Verbindung des Siliciums aus der Gruppe der Sulfide.

## Vorkommen
Siliciummonosulfid wurde im interstellaren Raum nachgewiesen.

## Gewinnung und Darstellung
Siliciummonosulfid kann durch Reaktion von Silicium mit der 1,1fachen stöchiometrischen Menge an Schwefel bei 650 bis 700 °C gewonnen werden, wobei jedoch zu größeren Teilen auch Siliciumdisulfid entsteht.
{\displaystyle \mathrm {Si+S\longrightarrow SiS} }
Alternativ kann es auch durch Komproportionierung von Siliciumdisulfid und Silicium bei 850 °C in monomeren Form oder durch Reaktion von Silicium mit Kohlenstoffdisulfid bei 1000 °C oder mit Eisen(II)-sulfid bei 1200 °C gewonnen werden.

## Eigenschaften
Siliciummonosulfid ist eine gelbe, polymere, amorphe, metastabile Substanz, die sich durch geringste Feuchtigkeitsspuren zersetzt. Es kann in zwei Formen erhalten werden, wobei die faserige Form reaktiver als die glasige ist. Erstere disproportioniert manchmal spontan unter Aufglühen und Aufhellung. Oberhalb etwa 650 °C nimmt die Geschwindigkeit der Disproportionierung zu Siliciumdisulfid und Silicium merklich zu.